# Sapa (ryba)
Sapa, klepiec (Ballerus sapa) – gatunek słodkowodnej ryby karpiokształtnej z rodziny karpiowatych (Cyprinidae).

## Występowanie
W Europie w dorzeczu Dunaju oraz rzek wpadających do Morza Czarnego i Morza Kaspijskiego. W roku 1989 stwierdzono jego występowanie w Zalewie Zegrzyńskim, W roku 1997 odkryto jego stanowiska w Bugu koło Drohiczyna oraz w Zbiorniku Włocławskim.
Tworzy dwie formy: osiadłą i półwędrowną. Ryba stadna, żyjąca w strefie dennej dużych rzek, zbiorników zaporowych oraz w słonawych zalewach morskich. W zasadzie ryba osiadła, występująca w wodach słonawych. Na okres tarła wędruje do dolnych odcinków rzek, gdzie odbywa tarło, po czym spływa z powrotem do morza. Część osobników jednak zostaje w rzece. Żyje zazwyczaj w niewielkich stadkach.

## Opis
Osiąga długość 30 cm i 0,5 kg masy ciała. Ryba o silnie bocznie spłaszczonym i mocno wygrzbieconym ciele. Pysk tępy z dolnym otworem gębowym. Wzdłuż linii bocznej ciała 47–52 łusek. Oczy bardzo duże. Dolny płat płetwy ogonowej większy od górnego. Ubarwienie grzbietu koloru ciemnoszarego, boki białawoszare ze słabym połyskiem, brzuch białawy, płetwy koloru jasnoszarego – grzbietowa i odbytowa z ciemnym obrzeżeniem.

## Odżywianie
Początkowo zjada larwy owadów, nieco później również drobne mięczaki. Dorosłe sapy żerują na organizmach dennych. Podstawowym pokarmem są larwy chruścików i ochotkowatych. Zjadają również mięczaki i skąposzczety.

## Rozród
Dojrzałość płciową osiąga w wieku 3–7 lat. Samce dojrzewają rok wcześniej niż samice. Tarło odbywa od końca IV do początku V (czasem przeciąga się ono do końca V) przy temperaturze 10–16 °C. U samców występuje wysypka tarłowa. Tarło jest jednorazowe. Ikra jest składana w rozlewiskach, na roślinności wodnej oraz zatopionych gałęziach. Jajeczka nie kleją się, są przezroczyste i mają żółtawy odcień. Ich rozwój trwa około 6–7 dni. Larwy po wykluciu mają 6,5–9,5 mm długości. Zaczynają się aktywnie odżywiać po około 2 tyg. W  Zalewie Zegrzyńskim w  wieku 3 lat sapa mierzy około 20 cm, 4-letnia – 24 cm, 5-letnia – 25 cm.